# Keizō Obuchi
Keizō Obuchi (小渕 恵三, Obuchi Keizō), né le 25 juin 1937 à Nakanojō dans la préfecture de Gunma et mort à Tokyo le 14 mai 2000, est un homme d'État japonais. Il est le 54e Premier ministre du Japon du 30 juillet 1998 au 5 avril 2000.

## Biographie

### Jeunesse et études
Obuchi naît à Nakanojō, dans la préfecture de Gunma, le 25 juin 1937. Son père, Mitsuhei Obuchi, est député à la Diète du Japon, représentant la circonscription de Gunma.
À l'âge de treize ans, ses parents l'inscrivent à un collège privé de Tokyo. En 1958, il est admis à l'université Waseda, où il étudie la littérature anglaise, pensant devenir écrivain. La même année, son père décède ; il se rend compte qu'il souhaite prendre la relève, et s'inscrit à la faculté de science politique et d'économie de Waseda. Il obtient sa licence en 1962.
Entre janvier et septembre 1963, il voyage dans trente-huit pays sur toute la surface du globe, en effectuant des petits boulots pour payer ses déplacements. Il fait notamment la plonge dans un restaurant, devient assistant d'un professeur d'aïkido, ainsi qu'assistant-caméraman à Berlin. Aux États-Unis, il rencontre Bob Kennedy, à l'époque ministre de la Justice.

### Carrière politique

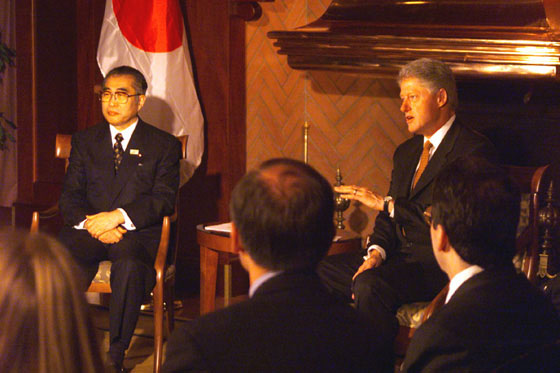
Keizo Obuchi et Bill Clinton au sommet du G8 de 1999.

En novembre de cette année, inspiré par sa conversation avec Kennedy, il se présente aux élections parlementaires et devient le député du troisième district de Gunma. Il devient le plus jeune député de l'histoire du Japon, à l'âge de 26 ans. En parallèle de son premier mandat, il entame un master à l'université Waseda.
En 1979, il devient directeur de cabinet du Premier ministre, ainsi que directeur de l'Agence du Développement d'Okinawa. Il y travaille pendant huit ans, avant de devenir secrétaire général du Cabinet en 1987. Deux ans plus tard, il annonce formellement la mort de l'empereur Shōwa. C'est lui qui annonce le nom de la nouvelle ère : Heisei.
En 1991, il devient secrétaire général du Parti libéral-démocrate, et en 1994, son vice-président. En 1997, Ryūtarō Hashimoto le nomme ministre des Affaires étrangères, où il traite notamment des négociations avec la Russie au sujet des Îles Kouriles, ainsi que des négociations au sujet de l'unification des deux Corées.
En 1998, le PLD perd la majorité. Hashimoto démissionne de son poste de président du parti, et nomme Obuchi comme successeur. Si la Diète est censée élire le prochain Premier ministre, il ne reçoit pas l'approbation de la chambre haute. La Constitution du Japon indiquant que si les deux chambres ne sont pas d'accord au sujet de la nomination d'un Premier ministre, la Chambre des représentants est chargée de le choisir, Obuchi est nommé Premier ministre le 30 juillet.
Durant son mandat, Obuchi s'occupe de deux grandes affaires : signer un traité de paix avec la Russie, et redynamiser l'économie japonaise. Il décide donc d'augmenter les dépenses publiques et de baisser l'impôt sur le revenu, ce qui permet de limiter la récession, mais pas d'en sortir. Afin de relancer la consommation, il distribue notamment des bons d'achats à 35 millions de citoyens.
Sur le plan fiscal, Obuchi décida que le trésor japonais distribuerait plus de bons du Trésor afin de financer des constructions d'infrastructures publiques, faisant augmenter la dette japonaise.

### Mort et succession
Obuchi est frappé par une attaque cardiaque le 1er avril 2000, et tombe dans le coma à l'Hôpital Universitaire Juntendo, à Tokyo. Lorsqu'il fut clair qu'il ne pourrait jamais retrouver conscience, il est remplacé par Yoshirō Mori au poste de Premier ministre, le 5 avril. Obuchi meurt le 14 mai à l'âge de 62 ans.
Sont présents à ses obsèques Kofi Annan, secrétaire général des Nations unies, Bill Clinton, président des États-Unis, et Kim Dae-jung, Premier ministre de la Corée du Sud.

## Vie privée
Il est le père de la femme politique Yūko Obuchi.